# 雲鴻
雲鴻（？—？）為中國清朝武官官員。雲鴻於1842年（道光22年）奉旨接替詹功顯，於台灣地區擔任澎湖水師協副將。而隸屬台灣鎮之下的此官職職等為正二品，是台灣清治時期的這階段，扼守台灣海峽的重要武將，並統帥兩標水營，數千名水師兵勇。
| 前任： 詹功顯 | 澎湖水師協副將 1842年上任 | 繼任： 林瑞鳳 |